# Eleccions generals de l'Uruguai de 1938
Les eleccions generals de l'Uruguai de 1938 es van celebrar el 27 de març del 1938, en una primera i única volta, amb la intenció d'escollir un nou president de la República Oriental de l'Uruguai, càrrec que, fins a la data, ocupava el militar Gabriel Terra Leivas. També, segons aquest sistema, es van presentar els candidats a intendents municipals pels seus respectius departaments.
D'acord amb la Constitució del 1934, es van votar els càrrecs de president i de vicepresident. Va triomfar novament el Partit Colorado amb la fórmula d'Alfredo Baldomir Ferrari - César Charlone, que va assumir el 18 de juny de 1938. Juntament amb l'elecció del cap d'Estat, també es van votar els càrrecs de senador i de diputat. Cal destacar que en aquestes eleccions es va habilitar, per primera vegada en la història de l'Uruguai, el sufragi femení a nivell nacional (amb un antecedent l'any 1927).

## Candidats

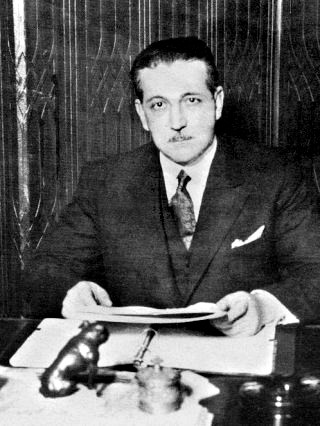
El militar Alfredo Baldomir Ferrari fou elegit president.

Els candidats presidencials d'aquest any van ser:
- Pel PC: Alfredo Baldomir Ferrari - César Charlone (fórmula guanyadora); Eduardo Blanco Acevedo - Eugenio Martínez Thedy.
- Pel PN: Carmelo Cabrera - Juan José de Arteaga.
- Pel PNI: es va abstenir.
- Pel PCU: només es va postular Eugenio Gómez al parlament.
- Per l'UCU: només candidats al parlament.
- Pel PSU: només candidats al parlament.
- Pel PAN: només candidats al parlament.[4]
- Per LC: Domingo Tortelli - Aurelia Manrupe.
- Pel PIDF: només candidats al parlament.